# Franz Gerkrath
Franz Eduard Albert Gerkrath (* 31. Januar 1835 in Erkelenz (Rheinland); † 16. Mai 1901 in Berlin) war ein deutscher Versicherungsfachmann.

## Leben und Wirken
Nach Gymnasialbesuch wurde Franz Gerkrath 1854 Lehrling bei der neugegründeten Concordia Lebensversicherungs-AG und erwarb zehn Jahre lang Erfahrungen auf allen Gebieten der Versicherungstechnik. Nach kurzfristiger Beschäftigung bei der Germania in Stettin war er Leiter der Basler Lebensversicherungs-Gesellschaft. 
Im Jahr 1871 übernahm er als Generaldirektor die Leitung der 1867 gegründeten Lebensversicherungsgesellschaft Nordstern in Berlin. 1880 gründete er als deren Schwesteranstalt die Unfall- und Altersversicherungsgesellschaft Nordstern zum Betrieb der Arbeiterversicherung auf privatwirtschaftlicher Grundlage und bereitete damit den Weg für die spätere Sozialversicherung. In besonderem Maße bemühte er sich um die Ausgestaltung der technischen Grundlagen der Lebensversicherung. Unter seiner Mitwirkung wurde der Verband deutscher Versicherungsgesellschaften gegründet. 
1899 wurde Gerkrath zum Vorsitzenden des von ihm initiierten Deutschen Vereins für Versicherungs-Wissenschaft gewählt. Außerdem war er Aufsichtsratsvorsitzender der Heimstätten AG und Mitbegründer von deren Villenkolonie in Berlin-Nikolassee, wo auch die Gerkrathstraße nach ihm benannt ist. 
Franz Gerkrath starb nach längerer Krankheit 1901 im Alter von 66 Jahren in Berlin und wurde auf dem Alten St.-Matthäus-Kirchhof in Schöneberg beigesetzt. Im Zuge der von den Nationalsozialisten 1938/1939 durchgeführten Einebnungen auf dem Friedhof wurden seine sterblichen Überreste auf den Südwestkirchhof Stahnsdorf bei Berlin umgebettet.
Nach dem Tod Gerkraths übernahm der Sohn Albrecht Gerkrath (1872–1909) seine Nachfolge bei der „Nordstern“.

## Schriften
- Beitrag zur Beurtheilung des Projekts der Winkelried-Commission betreffend Gründung der Union Winkelried, Basel 1868.
- Zur Versicherungsgesetzgebung, 1875.
- Geyers Lebensversicherung in Deutschland und ihre gesetzliche Regelung, kritisch beleuchtet, 1878.
- Zur Frage der Arbeiterversicherung, 1880.
- Über die Höhe der Beiträge für die Arbeiterversichrung, 1881.
- Mißliche Lage der Sterbekassen und Vorschläge zur Rekonstruktion, 1881.